# Theodor Preger
Theodor Preger (* 24. Mai 1866 in München; † 18. Dezember 1911 ebenda) war ein deutscher Byzantinist und Gymnasiallehrer.

## Leben
Theodor Preger war der Sohn des evangelischen Theologen Wilhelm Preger (1827–1896) und der Wilhelmine geb. Meyer. Sein Vater arbeitete als Religionslehrer, ab 1868 als Gymnasiallehrer und ab 1890 als Oberkonsistorialrat in München; er war außerdem Mitglied der Bayerischen Akademie der Wissenschaften.
Theodor Preger besuchte schon als 8-Jähriger ab 1874 das Wilhelmsgymnasium München. Seine Schulzeit wurde durch häufige Krankheit unterbrochen, so dass er erst 1883 am Wilhelmsgymnasium München die Reifeprüfung ablegte. Als Alumnus des Maximilianeum studierte er ab dem Wintersemester 1883/84 Klassische Philologie an der Universität München, wo damals die Philologen Wilhelm von Christ, Eduard Wölfflin und ab 1885 Rudolf Schöll lehrten. Wölfflin zog den hochbegabten Studenten zu den Vorarbeiten des Thesaurus Linguae Latinae heran: Bereits 1886 veröffentlichte Preger in dessen Zeitschrift Archiv für lateinische Lexikographie und Grammatik seinen ersten wissenschaftlichen Aufsatz. Bei Schöll kam Preger mit der griechischen Epigraphik in Berührung, mit der er sich in den folgenden Jahren intensiv beschäftigte. Angeregt von einer Preisaufgabe der philosophischen Fakultät (1886) sammelte und kommentierte er die literarisch überlieferten Inschriften von Weihgeschenken und Grabdenkmälern. Aus dieser Arbeit ging seine Dissertation hervor, mit der er am 7. März 1889 summa cum laude zum Dr. phil. promoviert wurde. Preger besuchte auch Lehrveranstaltungen der Archäologen Heinrich Brunn und Leopold Julius, des Philosophen Carl von Prantl, des Historikers Wilhelm von Giesebrecht und des Kulturhistorikers Wilhelm Heinrich Riehl.
Nach der Promotion unternahm Preger eine längere Reise in den Norden. Im Sommersemester 1889 vertiefte er seine Studien an der Universität Bonn, wo er Lehrveranstaltungen der Philologen Franz Bücheler und Hermann Usener sowie des Althistorikers Heinrich Nissen besuchte. Außerdem nahm er an Sitzungen des philologischen Vereins und des „Bonner Kreises“ teil, dem damals unter anderem Richard Heinze, Eduard Norden, Erich Preuner, Hugo Rabe und Hermann Schöne angehörten. Von Bonn aus reiste er weiter bis Berlin und Kopenhagen. Im Herbst 1889 kehrte er nach München zurück, legte die Spezialprüfung im Fach Philologie ab und ging als Lehramtskandidat an das Maxgymnasium München. Neben dem Unterricht führte er seine wissenschaftlichen Studien fort, brachte 1891 eine überarbeitete Fassung seiner Dissertation heraus und hielt Kontakt mit anderen Wissenschaftlern, darunter der Mittellateiner Ludwig Traube und der Byzantinist Karl Krumbacher. Pregers Forschungsschwerpunkt verlagerte sich von der Epigraphik zur byzantinischen Geschichtsschreibung.
Für das Jahr 1892/93 erhielt Preger das Reisestipendium des Deutschen Archäologischen Instituts, das ihm eine ausgedehnte Forschungsreise in den Mittelmeerraum ermöglichte. Von September 1892 bis Ende 1893 beurlaubt, bereiste Preger Italien und Griechenland sowie Konstantinopel, wo er an akademischen Kreisen teilnahm, Vorträge hielt, in Bibliotheken byzantinische Handschriften untersuchte und Museen und Ausgrabungsstätten besuchte. Seine Reisen führten ihn auch nach Sizilien und Kleinasien. In den Bibliotheken, die er besuchte, sammelte Preger reiches Material für seine Forschungsprojekte, die er in den späteren Jahren ausarbeitete. In dieser Zeit begann er mit dem Studium der Handschriften des Pseudo-Kodinos.
Zum Januar 1894 trat Preger seine Stelle am Maxgymnasium wieder an; er war mittlerweile (Oktober 1893) zum Gymnasialprofessor befördert worden. Im Juli 1902 wurde er an das Gymnasium in Ansbach versetzt, wo ihn aber längere Krankheit (Rheuma) vom Schuldienst fernhielt. Auf einem Kuraufenthalt in Bad Nauheim lernte er seine spätere Frau kennen, die er 1904 heiratete und mit der er eine Tochter bekam. Im Sommer 1908 kehrte Preger an das Maxgymnasium in München zurück, wo er auch im Gymnasiallehrerverband aktiv war. Zu Ostern 1910 wurde er vom Schuldienst beurlaubt, um einen Katalog der griechischen Handschriften der Münchner Hof- und Staatsbibliothek zu erstellen. Er kam jedoch nicht mehr zur Veröffentlichung, denn am 18. Dezember 1911 starb Preger nach längerer Krankheit (Krebs) im Alter von 45 Jahren.
Pregers Forschungen zur byzantinischen Geschichtsschreibung trugen besonders zur Klärung der Überlieferungsgeschichte verschiedener Werke bei. Besonders seine Studien zu den zahlreichen Stadtchroniken von Konstantinopel bedeuteten einen großen Fortschritt. Seine kritische Edition der Scriptores originum Constaninopolitanarum (1901–1907) wurde mit dem Thereianos-Preis der Bayerischen Akademie der Wissenschaften ausgezeichnet und ist noch heute maßgeblich.

## Schriften (Auswahl)
- De epigrammatis Graecis meletemata selecta. Accedit Kyriaci Anconitani fragmentum. München 1889 (Dissertation)
- Inscriptiones Graecae metricae ex scriptoribus praeter Anthologiam collectae. Leipzig 1891. Nachdruck Chicago 1977
- Beiträge zur Textgeschichte der πάτρια Κωνσταντινουπόλεως. München 1895 (Schulprogramm)
- Anonymi Byzantini Παραστάσεις σύντομοι χρονικαί. München 1898 (Schulprogramm)
- Scriptores originum Constantinopolitanarum. Zwei Bände, Teubner, Leipzig 1901–1907. Nachdruck Leipzig 1989
- Die Handschriften des Historischen Vereins für Mittelfranken. I. Ansbach 1907 (Schulprogramm)